# Agence du travail d'intérêt général et de l'insertion professionnelle des personnes placées sous main de justice
L'Agence du travail d'intérêt général et de l'insertion professionnelle des personnes placées sous main de justice (ATIGIP) est un service à compétence nationale français créé en 2018 afin de développer le travail d'intérêt général (TIG) ainsi que la formation professionnelle, le travail et l'insertion par l'activité économique des personnes placées sous main de justice, notamment au sein des établissements pénitentiaires.
L'agence est rattachée au ministère de la Justice et, pour sa gestion administrative et financière, à la direction de l'Administration pénitentiaire. Elle reprend les compétences du service de l'emploi pénitentiaire (SEP) basé à Tulle, qui devient un service de l'agence.

## Histoire
Alors que le président de la République Emmanuel Macron fait part de sa volonté de développer le travail d'intérêt général (TIG) en tant que peine à part entière, et non plus seulement en tant qu'alternative à l'incarcération, la création d'une Agence nationale du travail d'intérêt général (ANTIG) est envisagée en 2018. 
Elle est finalement créée par décret du 10 décembre 2018 sous la forme d'un service à compétence nationale dénommé Agence du travail d'intérêt général et de l'insertion professionnelle des personnes placées sous main de justice (ATIGIP).
L'agence est intégrée à la loi de programmation 2018-2022 et de réforme pour la justice portée par Nicole Belloubet en mars 2019 en ce qu'elle élargit les conditions de prononcé d'un travail d'intérêt général et encourage les magistrats à y recourir.

## Organisation

### Direction
L'agence est préfigurée à partir de décembre 2018 par Thierry Alves, directeur des services pénitentiaires, en qualité d'administrateur général. Il quitte ses fonctions le 15 juin 2019 pour prendre la tête de la direction interrégionale des services pénitentiaires de Marseille. 
Le premier directeur de l'Agence, nommé le 1er septembre 2019, est Albin Heuman, administrateur civil et ancien conseiller social de la garde des Sceaux Nicole Belloubet,.

### Services
L'ATIGIP est composée de quatre services :
- Le service des politiques et de l'accompagnement vers l'emploi (SPAE), chargé de développer le travail pénitentiaire et la formation professionnelle dispensée aux personnes détenues ainsi que leur insertion professionnelle ;
- Le service du travail d'intérêt général (TIG), chargé de développer la peine de travail d'intérêt général en lien avec les services pénitentiaires d'insertion et de probation (SPIP), qui désignent en leur sein un référent territorial (RT-TIG) ;
- Le service de l'emploi pénitentiaire (SEP), basé à Tulle (Corrèze), chargé de gérer les 49 ateliers de production répartis dans 28 établissements pénitentiaires à travers la régie industrielle des établissements pénitentiaires (RIEP) ;
- Le service des fonctions support.

Elle est par ailleurs dotée d'un comité d'orientation stratégique (COS) composé de représentants de l'État, des collectivités territoriales et des acteurs économiques et associatifs, qui se réunit annuellement pour définir le plan d'action stratégique de l'Agence et suivre sa mise en œuvre. 

## Ateliers de production du service de l'emploi pénitentiaire
Le service de l'emploi pénitentiaire (SEP), intégré à l'ATIGIP lors de sa création, gère 49 ateliers de production répartis dans 28 établissements pénitentiaires sur l'ensemble du territoire métropolitain (Corse comprise). 
| Direction interrégionale | Établissement pénitentiaire                    | Activités pratiquées                    |
| ------------------------ | ---------------------------------------------- | --------------------------------------- |
| DISP de Bordeaux         | Centre de détention d'Eysses                   | Métal, façonnage                        |
| DISP de Bordeaux         | Maison centrale de Saint-Martin-de-Ré          | Confection                              |
| DISP de Dijon            | Centre pénitentiaire de Châteauroux            | Confection, façonnage                   |
| DISP de Dijon            | Maison centrale de Saint-Maur                  | Métal, confection, bois                 |
| DISP de Lille            | Centre pénitentiaire de Vendin-le-Vieil        | Façonnage                               |
| DISP de Lyon             | Centre pénitentiaire de Moulins-Yzeure         | Confection                              |
| DISP de Lyon             | Centre pénitentiaire de Riom                   | Bois                                    |
| DISP de Lyon             | Centre pénitentiaire de Valence                | Confection                              |
| DISP de Marseille        | Maison centrale d'Arles                        | Confection                              |
| DISP de Marseille        | Centre de détention de Casabianda              | Agriculture                             |
| DISP de Marseille        | Centre pénitentiaire de Marseille              | Confection                              |
| DISP de Paris            | Centre pénitentiaire de Fresnes                | Façonnage                               |
| DISP de Paris            | Centre de détention de Melun                   | Métal, façonnage, imprimerie et reliure |
| DISP de Paris            | Maison centrale de Poissy                      | Activité numérique                      |
| DISP de Rennes           | Centre pénitentiaire de Caen                   | Métal                                   |
| DISP de Rennes           | Centre pénitentiaire de Lorient-Ploemeur       | Métal, façonnage                        |
| DISP de Rennes           | Centre pénitentiaire de Nantes                 | Centre d'appels, activité numérique     |
| DISP de Rennes           | Centre pénitentiaire de Rennes-Vezin           | Confection, façonnage                   |
| DISP de Rennes           | Centre de détention de Val-de-Reuil            | Métal, confection                       |
| DISP de Strasbourg       | Maison centrale de Clairvaux                   | Cuir                                    |
| DISP de Strasbourg       | Centre de détention de Montmédy                | Façonnage                               |
| DISP de Strasbourg       | Centre de détention de Toul                    | Métal, façonnage, bois                  |
| DISP de Toulouse         | Centre pénitentiaire de Lannemezan             | Métal, façonnage                        |
| DISP de Toulouse         | Centre de détention de Muret                   | Bois, confection                        |
| DISP de Toulouse         | Centre pénitentiaire de Perpignan              | Cuir                                    |
| DISP de Toulouse         | Centre de détention de Saint-Sulpice-la-Pointe | Bois                                    |